# Антигва и Барбуда на Светском првенству у атлетици на отвореном 2011.
Антигва и Барбуда је учествовала на 13. Светском првенству у атлетици на отвореном 2011. одржаном у Тегу од 27. августа до 4. септембра. Репрезентацију Антигве и Барбуде представљала су двојица спринтера, који су се такмичили у две дисциплине.,
На овом првенству Антигва и Барбуда није освојила ниједну медаљу, нити је постигнут неки рекорд. У табели успешности према броју и пласману такмичара који су учествовали у финалним такмичењима (првих 8 такмичара) Антигва и Барбуда је са 1 учесником у финалу делила 55. место са 4 бода.
| Плас. | Земља             | 1. место | 2. место | 3. место | 4. место | 5. место | 6. место | 7. место | 8. место | Бр. финал. | Бод. |
| ----- | ----------------- | -------- | -------- | -------- | -------- | -------- | -------- | -------- | -------- | ---------- | ---- |
| =55.  | Антигва и Барбуда | 0        | 0        | 0        | 0        | 1        | 0        | 0        | 0        | 1          | 4    |

## Учесници
Мушкарци:
- Данијел Бејли — 100 м
- Брендан Кристијан — 200 м

## Резултати

### Мушкарци
| Атлетичар         | Дисциплина | Лични рекорд        | Квалификације     | Квалификације     | Група          | Група          | Полуфинале     | Полуфинале     | Финале         | Финале         | Детаљи |
| Атлетичар         | Дисциплина | Лични рекорд        | Резултат          | Место             | Резултат       | Место          | Резултат       | Место          | Резултат       | Место          | Детаљи |
| ----------------- | ---------- | ------------------- | ----------------- | ----------------- | -------------- | -------------- | -------------- | -------------- | -------------- | -------------- | ------ |
| Данијел Бејли     | 100 м      | 9,91 (-0,2 м/с) НР  | Директно пласиран | Директно пласиран | 10,34          | 2. у гр 5. КВ  | 10,14          | 4. у пф 1. кв  | 10,26          | 5 / 71 (73)    |        |
| Брендан Кристијан | 200 м      | 20,12 (+1,6 м/с) НР |                   |                   | Није стартовао | Није стартовао | Није стартовао | Није стартовао | Није стартовао | Није стартовао |        |

Легенда: НР = национални рекорд, ЛР= лични рекорд, РС = Рекорд сезоне (најбољи резултат у сезони до почетка првества), КВ = квалификован (испунио норму), кв = квалификова (према резултату)